# 올림픽 캐나다 선수단
올림픽 캐나다 선수단은 캐나다를 대표하여 올림픽에 참가하는 선수단이다. 캐나다는 1900년 창설 이후 모든 동계 올림픽과 하계 올림픽에 선수단을 파견해왔다. 단, 1980년 하계 올림픽은 미국 및 기타 국가와 함께 보이콧했다. 캐나다는 출전한 모든 올림픽에서 최소한 하나의 메달을 획득했다. 캐나다 올림픽 위원회(COC)는 캐나다의 국가 올림픽 위원회이다.
2010년 동계 올림픽에서 캐나다는 처음으로 다른 어떤 경쟁 국가보다 더 많은 금메달을 획득했다. 캐나다는 또한 2010년 동계 올림픽의 개최국이었으며, 이 대회는 브리티시컬럼비아주 밴쿠버에서 열렸다.